# Mohammad-Hossein Šáhriar
Mohammad–Hossein Šáhriar, rodným jménem Sejjed Mohammad Hossein Behjat Tabrizi, (persky سید محمدحسین بهجت تبریزی‎, S; srpen 1906, Tabríz – 18. září 1988, Teherán) byl ázerbájdžánsko-íránský básník, píšící svá díla v ázerbájdžánštině a perštině.

## Život
Jeho otec byl kaligraf. V dětství se mu dostalo dobrého tradičního vzdělání, posléze studoval na první íránské moderní univerzitě Dar ul-Funun v Teheránu, kde absolvoval roku 1924. V té době se stal blízkým přítelem perského hudebníka Abdulhosseina Sabaa. Již na studiích začal publikovat první básně, v ázerbájdžánštině, což tehdy nebylo vůbec obvyklé a šlo o průkopnický čin. Zpočátku publikoval pod svým jménem Behjat, ale později si vybral umělecký pseudonym Šáhriar. Poté začal studovat medicínu, avšak studia předčasně ukončil (v roce 1929) a odešel do provincie Chorásán Razaví, kde si našel práci notáře a bankovního úředníka. Působil nějaký čas i v Níšápúru, kde se zúčastnil významných oslav tisíce let od narození básníka Firdausího. Svou první knihu básní vydal v roce 1931 pod názvem Diván-e Šahryár. V roce 1935 se vrátil do Teheránu a začal pracovat nejprve jako inspektor ministerstva zdravotnictví a posléze jako účetní v Íránské zemědělské bance. Této práce mohl zanechat a věnovat se plně literatuře díky podpoře íránského premiéra Ali Mansura (vládl 1940–1941), který se tak Šáhriarovi odměnil za jeho básně o íránské národní jednotě. Po smrti matky v roce 1953 se Šáhriar vrátil do Tabrízu a žil tam až do konce života. I se zde oženil, s učitelkou a vzdálenou příbuznou, a měl s ní tři děti. Zemřel v jedné z teheránských nemocnic, ale jeho tělo bylo převezeno do Tabrízu a bylo pohřbeno v tzv. Hrobce básníků (Makbaratošoara).
Šahriár byl rovněž kaligraf (jak bývalo u muslimských literátů obvyklé a jak bylo také rodinnou tradicí) a vytvořil svou vlastní kopii Koránu. Hrál též velmi dobře na sitár. Den jeho smrti se v Íránu slaví jako „národní den poezie“. O jeho životě byl natočen rovněž íránský televizní seriál.

## Dílo
Jeho poezie bývá označována za tragickou či nahořklou. V řadě knih zpracovává vzpomínky z dětství, často se vracel ke své nešťastné lásce k dívce, jejíž rodiče nedovolili jejich manželství, a místo toho ji donutili se vdát za jiného muže. K takovým hořkým sbírkám patří Hazjan-e Del nebo Mumijai. Napsal také knihu epických básní Tact-e Jamšid. Zajímal se i o otázky humanismu a ve své básni „Dopis Einsteinovi“ kritizoval výsledky moderní vědecké práce, která byla zneužita ke konstrukci jaderné zbraně. Nevyhýbal se slangu či hovorovému jazyku, takže jeho poezie byla široce srozumitelná a přijímaná. Jedna z jeho milostných básní, Hala Chera, byla zhudebněna Rouhollahem Chaleghim. Byl ovlivněn hlavně slavným perským básníkem Hafízem a ázerbájdžánským básníkem Chastou Kásimem.
Jeho kniha nostalgických a poetických vzpomínek na dětství v Tabrízu (íránském městě s převahou etnických Azerů) nazvaná Hejdar Babaja Salam a vydaná roku 1954 se stala klasikou ázerbájdžánské literatury a stala se velmi populární v turkické kulturní oblasti. Byla přeložena do více než třiceti jazyků.